# 패트릭 웨인

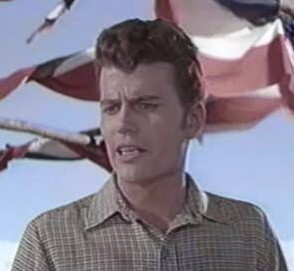

패트릭 웨인(Patrick Wayne, 1939년 7월 15일 ~ )는 미국의 배우이다.
로스앤젤레스에서 태어났다.

## 출연 작품
- Machete Maidens Unleashed! (2010년)
- 체크메이트 (1996년)
- 미궁 속의 알리바이 (1989년)
- 영 건 (1988년)
- 리벤지 (1986년)
- 서부 광시곡 (1985년)
- 사랑의 데이트 (1978, Three on a Date)
- 화산 섬의 비밀 (1977년)
- 신밧드와 마법의 눈 (1977년) - 신밧드 역
- 빅 제이크 (1971년)
- 그린 베레 (1968년)
- 아이 포 아이 (1966년)
- 셰넌도어 (1965년)
- 샤이안 (1964년)
- 맥린턱 (1963년)
- 코만체로스 (1961년)
- 알라모 (1960년)
- 더 영 랜드 (1959년)
- 수색자 (1956년)
- 웨스트 포인트 (1955년)
- 태양은 밝게 빛난다 (1953년)
- 말 없는 사나이 (1952년)

### 텔레비전
- 사랑의 유람선 (1979-86)
- 꿈꾸는 낙원 (1981-83)